# 稗方弘毅

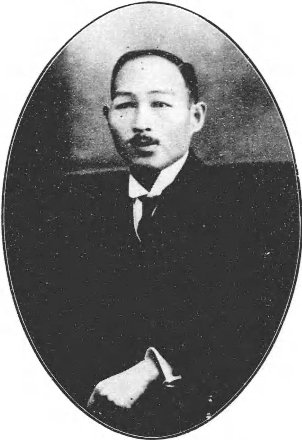
稗方弘毅

稗方 弘毅（ひえかた こうき、1887年（明治20年）9月20日 - 1973年（昭和48年）3月8日）は、日本の内務官僚、教育者。官選秋田県知事。

## 経歴
熊本県下益城郡海東村南海東小園に、海東村長・稗方惟一の長男として生まれる。熊本県立中学済々黌、第五高等学校を経て、1913年、東京帝国大学法科大学法律学科（独法）を卒業。同年11月、文官高等試験行政科試験に合格。内務省に入省し熊本県属となる。以後、大正4年（1915年）に山口県警視、大正6年（1917年）に山口県佐波郡長、大正7年（1918年）に宮城県理事官、大正10年（1921年）に福岡県理事官から内務省に異動し国勢院書記官となり、大正13年（1924年）11月に山梨県書記官・内務部長となり、その後、神奈川書記官・内務部長などを歴任。1930年6月、官選第32代秋田県知事に就任。県財政の赤字のため、緊縮財政を徹底して推進した。1931年12月18日、知事を休職。1932年1月29日、依願免本官となり退官した。
政変に巻き込まれて官界を去った後、横浜で弁護士を開業するとともに、東京九段にあった和洋裁縫女子専門学校の経営に当たった。大学園に育て上げ、和洋女子大学学長、私立大学協会長、大学設置審議会委員などを歴任。1965年（昭和40年）、勲二等叙勲。1973年（昭和48年）没。